# その日が来るまで/やさしい風が吹いたら
「その日が来るまで/やさしい風が吹いたら」（そのひがくるまで やさしいかぜがふいたら）は、小田和正の通算29枚目のシングル。2013年4月24日にアリオラジャパンから発売された。

## 解説
2010年11月発売の「グッバイ」以来2年5か月ぶりとなる本作は1991年2月発売の「Oh! Yeah!/ラブ・ストーリーは突然に」以来22年ぶりとなる両A面シングルで、2曲とも松たか子、JUJU、キヨサク（MONGOL 800）がコーラスで参加している。
「その日が来るまで」は、2011年3月11日に発生した東日本大震災の復興を願い制作された楽曲で、CD初収録。当初は、2012年4月から5月にかけて行われた『KAZUMASA ODA TOUR 2012"どーもどーも その日が来るまで"』東北公演で初披露され、同年11月発売のライブDVD『KAZUMASA ODA TOUR"どーもどーも その日が来るまで"』巻末に東北ツアーのダイジェスト映像を織り込み、歌詞も字幕表示で収録された。
小田は東北ツアーの開始前、ツアー・パンフレットに「いつか、きっとその歌を書きます。そしてボクは、その日が来るまでずっと頑張ろう、みんなの街へ行って、思い切りの笑顔で手を振ろうと決めました。きっと待っていてください。みんなの心にふるさとの空がいつもありますように、いつかきっとふるさとの空がすべての人たちに戻ってきますように」と綴り、MCで被災地への思いを口にしていたことから楽曲の誕生につながった。ツアー終了後も『ap bank fes』などのイベントや『クリスマスの約束2012』でも演奏された。

## タイアップ
「その日が来るまで」は、テレビ東京系『ワールドビジネスサテライト』の2013年度上半期のテーマ曲に使われたが、小田の楽曲が同番組のテーマ曲に採用されたのは2003年度の「明日」以来10年ぶり。2014年秋公開の松竹系映画『救いたい』主題歌にも使われた。
「やさしい風が吹いたら」は、テレビ朝日系連続ドラマ『遺留捜査』の主題歌に向けて書き下ろされた楽曲。第3シリーズと第5シリーズ、第7シリーズで使われた。小田がドラマ主題歌を手がけるのはフジテレビ系木曜劇場『それでも、生きてゆく』での「東京の空」以来だが、テレビ朝日の連続ドラマ主題歌は初となった。

## 収録曲
| 全作詞・作曲・編曲: 小田和正。 |                                                                    |          |            |      |
| #                              | タイトル                                                           | 作詞     | 作曲・編曲 | 時間 |
| 1.                             | 「その日が来るまで」                                               | 小田和正 | 小田和正   | 4:41 |
| 2.                             | 「やさしい風が吹いたら」(テレビ朝日系連続ドラマ『遺留捜査』主題歌) | 小田和正 | 小田和正   | 4:06 |
| 合計時間:                      | 合計時間:                                                          | 8:47     |            |      |

## 参加ミュージシャン

### その日が来るまで
- MANSAKU KIMURA - DRUMS
- NOBUO ARIGA - BASS
- MASAHIRO INABA - E.GUITAR
- KAZUMASA ODA - A.GUITAR
- NAOKI KURIO - KEYBOARD
- CHIEKO KINBARA GROUP - STRINGS
- TAKAKO MATSU - B.G.V
- JUJU - B.G.V
- KIYOSAKU - B.G.V
- HIDEKI MOCHIZUKI - SYNTHESIZER PROGRAMING

### やさしい風が吹いたら
- MANSAKU KIMURA - DRUMS
- NATHAN EAST - BASS
- YOSHIYUKI SAHASHI - E.GUITAR & A.GUITAR
- CHIEKO KINBARA GROUP - STRINGS
- TAKAKO MATSU - B.G.V
- JUJU - B.G.V
- KIYOSAKU - B.G.V
- HIDEKI MOCHIZUKI - SYNTHESIZER PROGRAMING

## スタッフ
- MIXED by:YOSHIHIDE"KING CHANG"MIKAMI at BUNKAMURA STUDIO
- MASTERED by:DOUG SAX & ROBERT HADLEY at The Mastering Lab.